# Anaplecta parviceps
Anaplecta parviceps är en kackerlacksart som först beskrevs av Walker, F. 1868.  Anaplecta parviceps ingår i släktet Anaplecta och familjen småkackerlackor. Inga underarter finns listade i Catalogue of Life.